# 塔尔瑟奈-富什朗
塔尔瑟奈-富什朗（法語：Tarcenay-Foucherans，法語發音：[taʁsənɛ fuʃʁɑ̃]）是法国杜省的一个市镇，属于贝桑松区。该市镇于2019年由原市镇塔尔瑟奈和富什朗合并而成，行政中心位于塔尔瑟奈。

## 地理
塔尔瑟奈-富什朗（47°9'25"N, 6°6'47"E）面积24.04 平方千米，位于法国勃艮第-弗朗什-孔泰大區杜省，该省份为法国东部内陆省份，北起上索恩省，西接汝拉省，东部及东南部与瑞士接壤，东北部与贝尔福地区省接壤。
与塔尔瑟奈-富什朗接壤的市镇（或旧市镇、城区）包括：拉韦兹、马尔布朗、塞-迈西耶尔、奥尔南、特雷波、索恩、莱蒙龙、埃塔朗。
塔尔瑟奈-富什朗的时区为UTC+01:00、UTC+02:00（夏令时）。

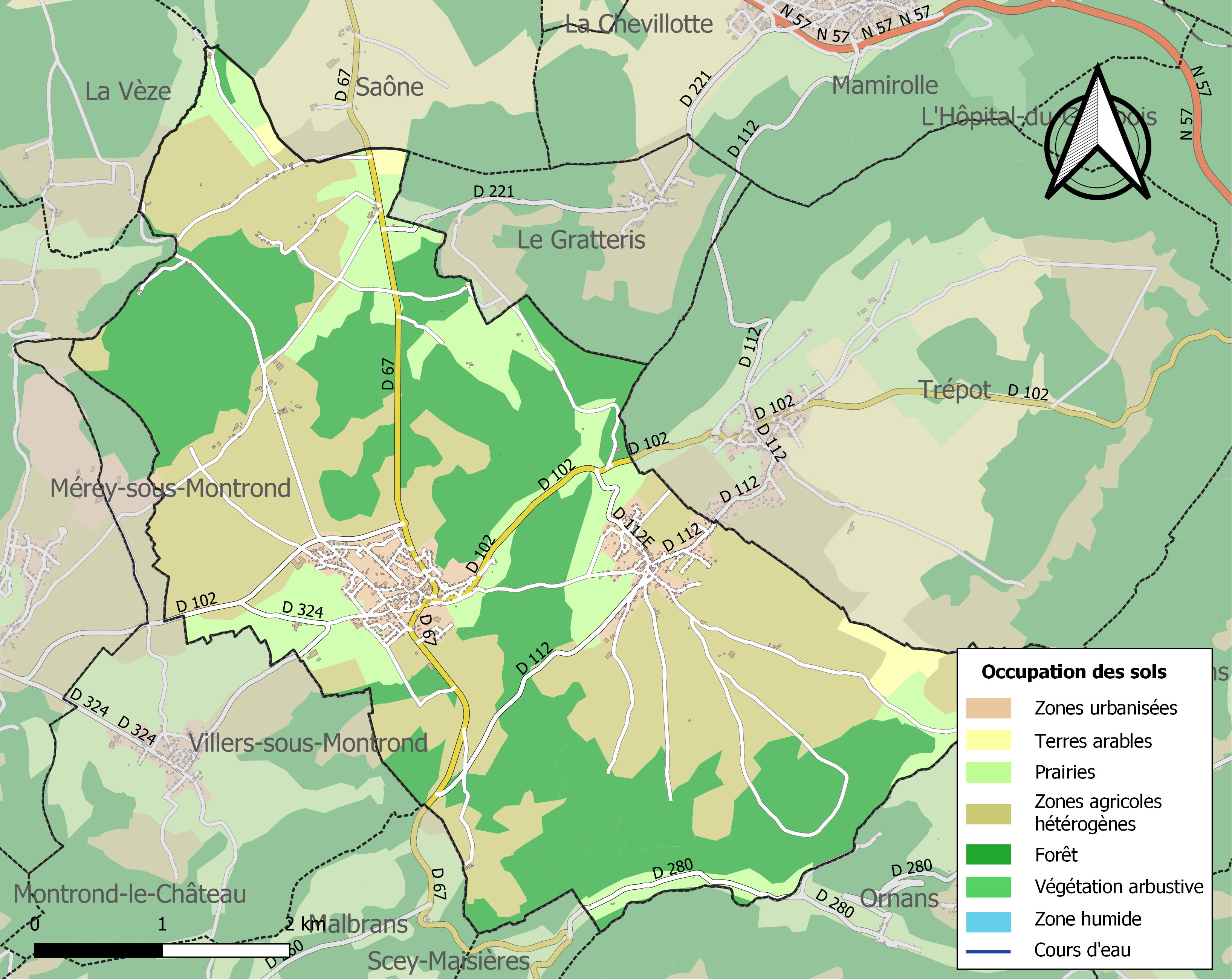
塔尔瑟奈-富什朗的OSM定位图

## 行政
塔尔瑟奈-富什朗的邮政编码为25620，INSEE市镇编码为25558。

## 政治
塔尔瑟奈-富什朗所属的省级选区为奥尔南县。

## 人口
塔尔瑟奈-富什朗于2022年1月1日时的人口数量为1498人。